# Orion (kosmická loď)

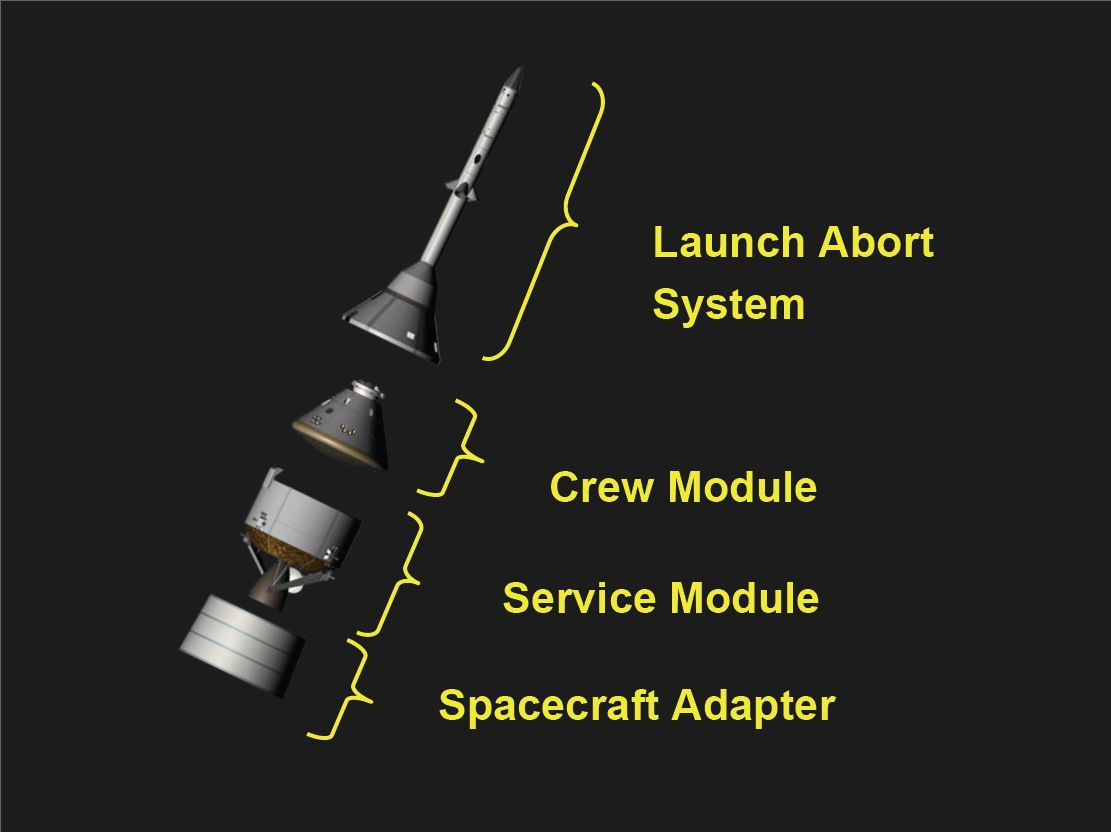
Konfigurace kosmické lodi Orion: Záchranný systém LAS / Velitelský modul CM / Servisní modul SM / Adaptér pro spojení s nosnou raketou Ares I

Orion (také MPCV, Multi-Purpose Crew Vehicle, Víceúčelová pilotovaná loď) je americká pilotovaná kosmická loď, vyvíjená od roku 2006 společností Lockheed Martin pro Národní úřad pro letectví a kosmonautiku (NASA). Orion, vynášený raketou SLS má dopravovat člověka do blízkosti Měsíce, k planetkám a k Marsu.
Orion byl původně součástí projektu Constellation. Měl nahradit raketoplány po jejich vyřazení roku 2011, první pilotovaný let byl plánován na rok 2014. Plavidlo mělo být vynášeno raketou Ares I z Kennedyho vesmírného střediska. Orion měl zajišťovat logistické lety k Mezinárodní vesmírné stanici (ISS), ale bylo s ním počítáno i pro plánované lety k Měsíci, výhledově i pro pilotovaný let k Marsu.
Loď Orion byla, společně s lunárním modulem Altair (dříve Lunar Surface Access Module - LSAM) a nosnými raketami Ares I a Ares V, součástí programu Constellation Národního úřadu pro letectví a kosmonautiku, jehož cílem bylo vyvinutí nové generace kosmických dopravních prostředků.
Finanční náklady a zpožďování vývoje vedly roku 2010 k přehodnocení kosmické politiky Spojených států a ke zrušení programu Constellation. Prezidentský návrh rozpočtu Spojených států na rok 2011 z 1. února 2010 už v kapitole věnované NASA výdaje na program Constellation nezahrnoval. V nové koncepci americké kosmonautiky, představené Obamou v dubnu 2011, Orion přežil pod názvem Multi-Purpose Crew Vehicle (MPCV, česky doslova „Víceúčelová pilotovaná loď“). V rámci nového zadání má Orion sloužit k výpravám k Měsíci, planetkám a případně k Marsu.
Dle zadání kongresu musí být také schopný dopravovat posádku na Mezinárodní vesmírnou stanici, to ale NASA považuje za krajní (a neefektivní) řešení ke kterému by došlo pouze v případě, že by nemohly tuto funkci plnit soukromé společnosti.

## Vývojový harmonogram a plánované mise
Původně měl první pilotovaný let proběhnout v roce 2014. Vše se ale změnilo se zrušením projektu Constellation a vzhledem ke změnám a škrtům došlo ke značnému posunu.
Kosmickou loď Orion, pro NASA vyvíjela v letech 2006–2010 společnost Lockheed Martin v rámci programu Constellation. Původně měl první pilotovaný let proběhnout v roce 2014.
Roku 2011 byla představena nová koncepce americké kosmonautiky, v níž nezbylo pro program Constellation místo, kosmická loď Orion však přežila pod názvem Multi-Purpose Crew Vehicle (MPCV, česky doslova „Víceúčelová pilotovaná loď“). První bezpilotní let byl v srpnu 2011 plánován rok 2014, první pilotovaný let byl v lednu 2011 plánován na rok 2016, NASA však upozornila, že podmínkou splnění termínu je navýšení finančních prostředků určených pro vývoj lodi.
Loď MPCV vychází z Orionu – kabina tvaru kužele bez špice podobná Apollu je určena pro jednadvacetidenní let čtyř astronautů. Délka letu může být delší při přidání dodatečných servisních modulů. Podle konstruktérů mají být starty a přistání MPCV desetkrát bezpečnější než tomu bylo u Space Shuttle.
Celkový hermetizovaný objem kabiny má být 19,56 m³, z toho 8,95 m³ obyvatelného prostoru. Hmotnost kabiny má být 10 387 kg. Válcový servisní modul o hmotnosti 15 461 kg obsahuje motory pohonného systému, radiátory termoregulačního systému, palivové články a potřebná voda, kyslík a dusík.
Dne 5. prosince 2014 odstartoval první nepilotovaný let (Exploration Flight Test 1), který prověřil hlavně tepelný štít, palubní systémy, padáky a důležité 'separační události' (odhození LAS, odhození krytů servisního modulu, odhození servisního modulu, odhození krytu padáků, otevření padáků). Loď byla navedena na eliptickou oběžnou dráhu s apoapsidou asi 3 tisíce km, takže vstoupila do atmosféry rychlostí odpovídající 80-85 % rychlosti při návratu od Měsíce.
Druhým nepilotovaným testem je mise Artemis I, jako součást programu Artemis. Jde o první let na raketě SLS. Loď bude navedena na cislunární dráhu (tj. k Měsíci a zpět).

## Popis lodi
Kosmická loď Orion se skládá ze dvou základních částí, Modulu pro posádku (Crew Module – CM) a Servisního modulu (Service Module – SM). Na startovací rampě a během prvních fází letu je navíc k této sestavě připojena věž záchranného raketového systému (LAS – Launch Abort System, doslova systém přerušení startu).

### Modul pro posádku
Modul pro posádku (Crew Module – CM) je podobný velitelskému modulu lodi Apollo, ale je větší. Má tvar komolého kužele se základnou o průměru 5,02 m a výškou 3,3 m (Apollo: průměr 3,9 m a výška 3,2 m). Aktuálně má pojmout čtyři osoby po dobu až 21 dní (Apollo: 3 osoby po dobu max. 14 dní), i když původně se počítalo s až šestičlennou posádkou. Také může zůstat několik měsíců v hibernaci (např. připojená k ISS nebo při cestě na Mars). V kabině je směs N2/O2 při tlaku 101,3 kPa jako na Mezinárodní vesmírné stanici ISS.
Vstup a výstup je možný jednak poklopem (pro výstup do volného prostoru je možné celou kabinu odtlakovat). Dále ve vrcholu kužele je spojovací systém (docking adapter) kterým se může Orion spojit s jinou kosmickou lodí. Spojovací systém by měl být androgynní takže se mohou spojit i dvě lodi Orion navzájem.
Loď má být vybavená moderní avionikou (navigační systém a řídicí počítač). Má zredukovaný počet 'budíků' a fyzických ovládacích prvků (tzv. glass cockpit). Také má být vybavena kamerami s vysokým rozlišením.

### Servisní modul
Válcový servisní modul (Service Module - SM) obsahující pohonné systémy, solární panely a zásoby. Původně měl celý servisní modul dodat hlavní kontraktor celé lodi Lockeed Martin. 16. ledna 2013 NASA oznámila, že většinu servisního modulu (vše kromě strukturálních částí) dodá Evropská kosmická agentura. Tzv. Evropský servisní modul má vycházet z bezpilotní nákladní lodi ATV.

### Systém přerušení startu
V případě poruchy nosné rakety nebo jiného nebezpečí na startovací rampě a během úvodních fází letu dojde k aktivaci věžičky systému přerušení startu (LAS – Launch Abort System). Ta se společně s modulem pro posádku oddělí od servisního modulu a nosné rakety a odnese jej do bezpečné vzdálenosti (a výšky). Poté se oddělí i LAS a modul pro posádku se snese k zemi na padácích.
Systém přerušení startu má tři raketové motory na pevná paliva, přerušovací motor (abort motor) je nejsilnější a v případě nouze odnáší modul pro posádku do bezpečí. Řídicí motor (attitude control motor) umožňuje natáčet kapsli a udržovat směr. Odhazovací motor (jettison motor) slouží k oddělení LAS od modulu pro posádku.
V porovnání se systémem LES (Apollo) není LAS s kosmickou lodí spojen příhradovým nosníkem, ale sedí přímo na ní a trysky jsou umístěny navrchu přerušovacího motoru (s reverzovaným tahem). Apollo LES používal k řízení aerodynamické plochy, LAS používá raketový motor na tuhá paliva s osmicestným ventilem, který umožňuje měnit výsledný směr tahu.
Přerušení startu ze startovací plochy NASA odzkoušela ve čtvrtek 6. května 2010 na White Sands Missile Range v Novém Mexiku.
Po úvodní, nejdynamičtější fázi letu se LAS oddělí a následně je možné v případě problémů navést loď na nouzovou oběžnou dráhu (tzv. přerušení na oběžnou dráhu, abort-to-orbit).

## Změny v návrhu
V průběhu času došlo k řadě změn v návrhu, včetně jména (z CEV na MPCV), rozměrů lodi, počtu členů posádky (z 6 na 4). Dále se uvažovalo o přistání na souši, ale nakonec bude Orion přistávat na vodě, jako Apollo.
Původně měl Orion startovat na raketách Ares 1, nyní má létat na raketách SLS.

## Zajímavost
V rámci testovacího letu byla 5. prosince 2014 vynesena lodí Orion na oběžnou dráhu také zkamenělina zubu dinosaura druhu Tyrannosaurus rex.